# Ванье, Жорж
Генерал-майор достопочтенный Жорж-Филеа́с Ванье́ (фр. Georges-Philéas Vanier, 23 апреля 1888, Монреаль — 5 марта 1967, Оттава) — канадский дипломат и девятнадцатый генерал-губернатор Канады с 1959 по 1967.

## Биография
Жорж Ванье родился в Монреале, обучался в монреальском коллеже Лойолы и получил диплом по праву в монреальском отделении Университета Лаваля. Во время Первой мировой войны он был одним из членов-учредителей 22-го батальона Канадского экспедиционного корпуса — франкоканадского батальона, ставшего в 1920 знаменитым 22-м Королевским полком. В 1916 году был награждён Военным крестом (Military Cross), а в 1919 — Орденом «За боевые заслуги» (Distinguished Service Order — DSO) и орденской планкой Военного креста. В 1918, руководя наступлением на Шеризи во Франции, потерял правую ногу. После долгого выздоровления он вернулся в Монреаль и стал заниматься правом. 29 сентября 1921 женился на Полине Арше, с которой имел пятерых детей.
В 1921 он был назначен адъютантом генерал-губернатора лорда Бинга, в 1924 — подполковником, а в 1925 стал командовать 22-м Королевским полком. В 1928 началась его дипломатическая карьера с назначения в состав военной делегации Канады по вопросам разоружения в Лиге Наций. В 1939 он назначен канадским министром во Франции, но нацистское вторжение заставило его прервать работу.
В 1941 он назначен командующим Квебекским военным округом. В следующем году его повысили до дивизионного генерала. После освобождения Франции он был назначен первым послом Канады во Франции, кем он и оставался до своей отставки в 1953.
1 августа 1959 Жорж Ванье назначен генерал-губернатором, став первым квебекцем и первым франкоговорящим, занявшим этот пост. В 1967, не доработав до окончания своего срока, он умер.
Полина Ванье была тогда назначена членом Тайного совета Королевы для Канады, а в 1991 в возрасте 92 лет она умерла в Арше, обществе инвалидов, основанном её сыном Жаном Ванье в Троли-Брёе во Франции. Похоронена она рядом с генералом Ванье в Квебекской крепости.

## Награды
- 1916: Военный крест (MC)
- 1917: Кавалер ордена Почётного легиона
- 1919 — 5 марта 1967: Орден «За выдающиеся заслуги» (DSO)
- 1919: Военный крест с розеткой (MC & Bar)
- 1919: Звезда 1914—1915
- 1919: Воинская медаль
- 1919: Медаль Победы
- 1935: Медаль Серебряного юбилея короля Георга V
- 1937: Коронационная медаль Георга VI
- : Звезда 1939—1945
- : Африканская звезда
- : Звезда Франции и Германии
- : Медаль обороны
- 1946: Орден «Легион почёта» степени Главнокомандующего
- 1953: Коронационная медаль Елизаветы II
- 15 сентября 1959 — 5 марта 1967: Рыцарь Справедливости ордена Святого Иоанна Иерусалимского (KStJ)[1]
- 1959: Рыцарь Справедливости ордена Святого Иоанна Иерусалимского

## Дань уважения
- Глубокая духовность этой высокопоставленной пары привела к тому, что Оттавское католическое архиепископство начало процесс, который может даже окончиться их беатификацией.
- В честь генерал-губернатора и его жены были названы острова Ванье и Полин.
- Одна из станций монреальского метро называется Жорж-Ванье.
- Также его имя носят две средних школы в районе Монреаля — одна в Монреале, другая в Лавале — и Монреальская публичная библиотека.
- В его честь назван англоязычный коллеж общего и профессионального образования Колледж Ванье.
- Ряд франкоязычных школ в Онтарио носят имя Жоржа Ванье:
  - Католическая школа Жоржа Ванье (начальная) в Смут-Рок-Фолсе (Католический окружной школьный совет Гранд-Ривьер в Северо-Восточной области)
  - Средняя школа Жоржа Ф. Ванье в Гамильтоне (Окружной школьный совет Юго-Запада центра)
  - Католическая школа Жоржа Ванье в Уинсоре (Католический окружной школьный совет Юго-Западной области)
- Одна англоязычная школа в Онтарио также носит его имя — это торонтская «Средняя школа Жоржа Ванье» (Toronto Distric School Board) Архивная копия от 1 сентября 2010 на Wayback Machine.
- В 1969 город Иствью в Онтарио был переименован в его честь в Ванье. В настоящее время он вошёл в черту Оттавы и является районом столицы, где находятся проезд Ванье и парк Ришельё-Ванье.
- Ванье (Квебек) — город, названный в его честь, сейчас также является районом Квебека.
- Он нарисован на стенной росписи по адресу шоссе Монреаль, 150 в Оттаве.